# پلاترندورف دوبرمانسدورف
پلاترندورف دوبرمانسدورف (به آلمانی: Palterndorf-Dobermannsdorf) یک منطقهٔ مسکونی در اتریش است که در ناحیه گنزرندورف واقع شده‌است. پلاترندورف دوبرمانسدورف ۱٬۲۶۴ نفر جمعیت دارد.